# São Miguel do Oeste (gemeente)
São Miguel do Oeste is een gemeente in de Braziliaanse deelstaat Santa Catarina. De gemeente telt 35.249 inwoners (schatting 2009).

## Aangrenzende gemeenten
De gemeente grenst aan Bandeirante, Barra Bonita, Descanso, Flor do Sertão, Guaraciaba, Paraíso en Romelândia.

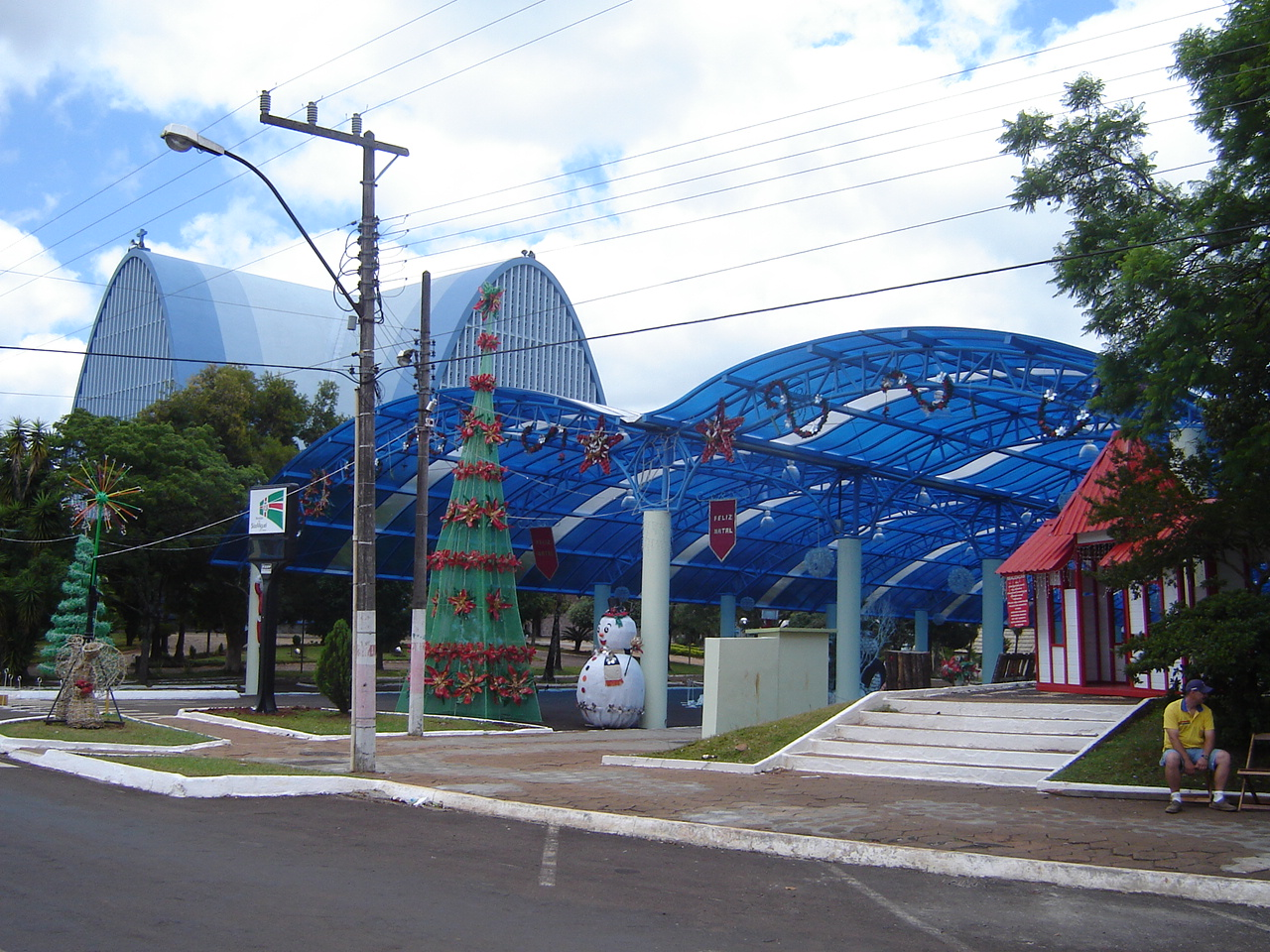
Katholieke kerk São Miguel Arcanjo in São Miguel do Oeste